# Kimpa Vita
Kimpa Vita,  (Kibangu, c. 1684  - Evululu, 2 de julio de 1706) bautizada con el nombre de Beatriz y conocida también como Dona Beatriz (en español: Doña Beatriz) fue una profetisa religiosa y reformadora política congoleña líder del movimiento cristiano conocido como antonianismo. Creó su propio movimiento religioso-social utilizando símbolos religiosos pero revitalizando las raíces culturales del Congo. Beatriz creyó en las enseñanzas de san Antonio y utilizó su activismo para intentar restaurar el ideal del Congo como un reino cristiano unificado. También denunció la influencia de los misioneros portugueses a los que hacía responsables de fragilizar la realeza local en provecho de las potencias europeas.
Kimpa Vita es vista como una figura antiesclavista y como una prefigura de los movimientos democráticos africanos modernos. En 2016 el director congoleño Ne Kunda Nlaba presentó el documental Kimpa Vita: The Mother of the African Revolution reivindicándola como "la madre de la revolución africana".

## Biografía
Kimpa Vita nació hacia 1684 en Kibangu, una región montañosa que forma parte de la actual Angola. Pertenecía a una familia de notables Bakongo cristianizados probablemente de la clase aristocrática llamada Mwana Kongo. Fue bautizada con el nombre de Beatriz. Se conoce poco del entorno familiar. El padre de Kimpa era un oficial del ejército del rey Álvaro X cuyas pretensiones de ser el rey del Congo no se correspondían con el pequeño territorio en torno a Kibangu que controlaba.

### Contexto histórico
Creció en un contexto histórico de fragmentación y guerra civil. Tras la relativa estabilidad del Reino del Congo en el siglo XVI, en el siglo XVII el antiguo reino se dividió bajo el control de familias nobles rivales que reivindicaban su derecho a acceder al trono.
Estas guerras habían comenzado poco después del asesinato de António I y habían conducido, entre otras cosas, al abandono de la antigua capital, São Salvador (actual M'Banza Kongo), en 1678 y a la división del país entre los diferentes pretendientes rivales al trono. El pueblo estaba extenuado por el caos y las hambrunas causadas por estos conflictos interminables.
El Reino del Congo había sido sacudido por una guerra civil a causa de las rivalidades entre príncipes provinciales que reivindicaban el trono de Pedro IV, un rey débil impuesto por los misioneros europeos. La religión se convirtió en la manera más o menos eficaz de arreglar cuestiones de orden político y surgieron en la zona diferentes movimientos mesiánicos, algunos de los cuales persisten en la memoria colectiva, que provocaron la ira de los misioneros europeos y otras autoridades coloniales.

### Reputación de visionaria
Según su testimonio, recogido en una investigación sobre su vida y reportado por el misionero capuchino Bernardo da Gallo quién presidió el tribunal eclesiástico que la condenó a la hoguera, desde pequeña Beatriz tenía la reputación entre sus familiares y allegados de visionaria. Explicó entrar en trance y misteriosos niños blancos se le acercaron y le dieron un rosario de cristal. Algunos miembros de su familia consideraban que estaba particularmente dotada y entrenada en el culto tradicional congoleño para ser nganga marinda, una adivina vinculada al movimiento religioso kimpasi que floreció a finales del siglo XVII en el Congo.  Beatriz también era profundamente conocedora el catecismo de la nueva fe como el mejor de los sacerdotes europeos. En el periodo en que vivió Kimpa Vita las creencias religiosas congoleñas habían sido profundamente influenciadas por los misioneros católicos. Aunque había pocos clérigos europeos y apenas había sacerdotes africanos que facilitaran el que la población congoleña recibiera los sacramentos y estuviera familiarizada con los principios básicos de la fe católica, los habitantes de Kibangu llevaban mucho tiempo en contacto con ello y recibían visitas de sacerdotes europeos, de hecho en 1698, cuando Kimpa Vita dio sus primeros pasos como adivina un grupo de misioneros capuchinos había creado un hospicio en la región de Kibangu.
Como nganga marinda buscaba encontrar la explicación de las desgracias de las personas a causas sobrenaturales generalmente debido a la ofensa de seres espirituales de otro mundo. La gente de su entorno creía que Kimpa Vita podía comunicarse con los antepasados y los espíritus. Su reputación chocó con la misión capuchina. Los sacerdotes católicos habían persuadido al rey  Pedro IV para que tomara medidas enérgicas contra los adivinos situados fuera de la ortodoxia cristiana. En esta época  Pedro IV con el apoyo de los misioneros católicos se había impuesto como el señor más poderoso en la región donde vivía Kimpa Vita superando el poder de Álvaro X. Poco después de la llegada de los misioneros Kimpa Vita dejó atrás el mundo de los espíritus, según el historiador John Thornton una decisión vinculada al hecho de que la población congoleña acusaba con frecuencia a los misioneros de usar sus supuestas fuerzas místicas para dañar a otros tal como ocurrió en Kibangu en 1699.

### Camino a Mbanza Kongo (1701)
Mientras en 1701 Pedro IV celebraba su propia coronación en las ruinas de Mbanza Kongo (São Salvador) la antigua capital de la monarquía que había quedado destruida en gran parte por las guerras civiles de finales del siglo XVII, la familia de Kimpa Vita arregló su boda. Era frecuente que las familias nobles organizaran sus alianzas a partir de bodas estratégicas y aparentemente ella no tenía derecho a rechazar la decisión, sin embargo se dio cuenta de que no estaba dispuesta a quedarse con su marido y pronto regresó a casa de su familia. Hubo una segunda boda con otro hombre que también acabó rápidamente. Las razones del final de este segundo matrimonio no están claras aunque según las investigaciones de la vida de Kimpa Vita podrían estar relacionadas con sus dones espirituales.
Su siguiente paso fue unirse a los plebeyos y nobles enviados por el rey Pedro IV desde Kibangu para repoblar São Salvador (Mbanza Kongo) entre 1701 y 1702. En este periodo ya no estaba casada.  
La decisión de Pedro IV fue contestada por los pretendientes rivales al trono del Congo que querían asegurarse de que sus enemigos no reconstruyeran la capital hasta que alguno de ellos fuera capaz de restaurar el antiguo reino. Entre sus principales rivales se encontró con la resistencia especialmente del Príncipe de Soyo y de la Reina Ana. Los enfrentamientos afectaron especialmente a quienes habían tenido la valentía de reasentarse en Mbanza Kongo. Como respuesta a esta situación de conflicto  surgieron respuestas religiosas populares para acompañar a la población en la crisis. Una anciana, Apolonia Mafuta, destacó entre quienes predicaban y tuvo numerosos seguidores a finales de 1703 y principios de 1704. 

### Apolonia Mafuta
En 1704 Mafuta afirmó haber recibido la visita de la Virgen María quien le había pedido advertir a sus compatriotas que rechazaban dirigirse a São Salvador. Para probar que su mensaje era de fuente divina mostraba a los incrédulos una piedra en la que estaba grabada la cara de Jesús. Conocida por haber quemado fetiches, amuletos y otros objetos considerados paganos la gente aseguraba que Apolonia Mafuta, -Apolonia por su bautizo cristiano- había realizado varios milagros.
Aseguraba que había visto a la Virgen y los santos, y todos eran negros, y que la Virgen le había pronosticado catástrofes para el país si el rey Pedro IV no regresaba a la capital, Mbanza Kongo. Los monjes también recibieron informes de que una mujer aseguraba tener visiones de la Virgen María. 
La presencia de Mafuta intranquilizaba a los monjes capuchinos que presionaban a Pedro IV para que la encarcelara pero no lo lograron, dado que Apolonia tenía una gran popularidad como santa y curandera milagrosa y era una protegida de la reina. La petición de Mafuta de que la población del Congo destruyeran talismanes y objetos de poderes sobrenaturales también encajaba con los llamamientos de Kimpa Vita para la reforma de comportamientos y creencias. Pronto Apolonia Mafuta se subordinaría a la nueva profetisa, la joven Beatriz Kimpa Vita. Los misioneros italianos estaban molestos con Pedro IV porque éste rechazara castigar a estas mujeres como herejes.

### Inicio de la predicación de Kimpa Vita

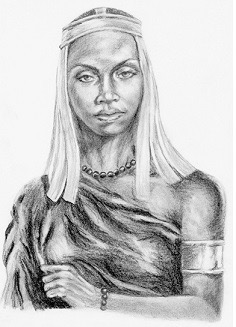
Dibujo de Kimpa Vita.

A los 20 años, en agosto de 1704 Beatriz sufrió una grave enfermedad que la dejó inconsciente pero se recuperó del coma. Explicó que entró en el cielo y se encontró con un hombre vestido con una túnica, y que era san Antonio de Padua, quien le dijo que se haría cargo de su cuerpo físico para marca el objetivo de iniciar una nueva era de piedad y estabilidad para el pueblo congoleño. Fue en el cielo -explicaba- donde se enteró de las historias sobre el nacimiento de Jesús en Nsundi, y que María era esclava de un marqués de Congo.
Así Kimpa Vita empezó a explicar que los misioneros habían predicado con muchos errores y que en realidad muchas de las historias del Nuevo Testamento habían ocurrido en el congo y no en Oriente Medio. Cuando Bernando da Gallo rechazó sus teorías ella denunció que servían al diablo aunque reconocía la autoridad del papa. Cuando el padre Bernando le acusó de enseñar falsedades, ella respondió preguntándole porque negaba el derecho a los africanos a ser santos, insistiendo que no sólo san Antonio de Padua fue congoleño sino también san Francisco de Asís y muchos otros.
Kimpa Vita buscó el apoyo de nobles y plebeyos. Mucha gente empezó a cantar su nueva plegaria y a utilizar corona como símbolo de lealtad hacia ella. Aseguraba que podía transmitir el espíritu de otros santos en sus seguidores. Otras mujeres poseídas por santos escucharon confesiones y dirigieron servicios religiosos. Los misioneros tenían a Kimpa Vita como objetivo, Pedro IV en un principio optó  por no actuar en contra del movimiento pero tampoco apoyarlo. Joao II tampoco le respaldó.
La popular profetisa Apolonia Mafuta la apoyó, afirmando que ella era la verdadera voz de Dios. Kimpa Vita creía que tenía una conexión especial con Dios, y entre otras cosas, afirmaba que cada viernes iba al cielo para hablar con Dios y para ello realizaba ayuno de agua y comida entre 14 y 40 días.
Imitando el gesto de san Antonio de Egipto, de san Antonio de Padua y de todos los misioneros apostólicos primero distribuyó sus pocos bienes  para significar la renuncia a las cosas de este mundo y empezó a predicar en su propia tierra natal del Monte Kibangu, donde se había retirado el rey Pedro IV con su corte. Intentó en vano que el rey se uniera. El capuchino Bernardo da Gallo señaló ya que se trataba de una herejía, un sacrilegio.[cita requerida]
Los años 1705 y 1706 marcaron el apogeo del movimiento. Ella y sus seguidores controlaban São Salvador, Se construyó una residencia para ella cerca de la antigua catedral católica, que para entonces se encontraba en ruinas. También hizo un llamamiento a sus miles de seguidores, en su mayoría campesinos, a volver a la antigua capital. Amenazó a otros líderes congoleños con la destrucción a menos que abandonaran sus luchas internas. En esta época se le atribuyen numerosos milagros, muchos de ellos relacionados con curación de enfermos e infertilidad.
En su predicación es apoyada por numerosos nobles del Congo, entre ellos la propia esposa de Pedro IV, Hipólita, y Pedro Constantinho da Silva, comandante de uno de los ejércitos que Pedro IV envió a conquistar la ciudad, y que acabó convirtiéndose públicamente al antonianismo y aliándose con Kimpa Vita quizás buscando una oportunidad  -considera el historiador John K. Thornton- de convertirse en rey. Junto a los políticos Kimpa Vita tenía una gran masa de campesinos que le seguían con la perspectiva de que el movimiento podría restaurar el reino. Fue la política y su alianza con Constantinho da Silva, según Thornton, lo que provocó que finalmente Pedro IV acabara apresándola.
Beatriz envió misioneros de su movimiento a otras provincias del reino, los cuales no tuvieron mucha suerte en la provincia costera de Soyo, donde el Príncipe los expulsó, consiguiendo mucho más éxito en el sur de la parte disidente de Soyo y Mbamba Lovata, que se encontraba al sur de Soyo. Allí ganó conversos, especialmente entre los partidarios de la antigua reina Suzana de Nóbrega. Manuel Makasa, uno de estos partidarios, también se convirtió en antoniano y se trasladó a São Salvador.
En mayo de 1706 Kimpa Vita tuvo un hijo. Afirmó que a pesar de ello era virgen y que Dios había querido imitar con ella el milagro de la Virgen María. El recién nacido socavó sin embargo su reputación de santidad y propició su detención poco después en julio de 1706.

## Redefinición de la religión católica
«En su prédica, Kimpa Vita priorizaba el aspecto político de reconstruir el reino y llamaba a los pretendientes al trono a cesar sus luchas intestinas y regresar a Mbanza Kongo para unir al país bajo un solo rey, arguyendo que las guerras civiles iniciadas en 1665 habían encolerizado a Jesucristo. Pero también buscaba un nuevo equilibrio en la religión que sustentara una ideología de recuperación del orgullo africano. Por ello, rechazaba a los blancos y a los misioneros, de manera general adaptaba el cristianismo a las condiciones africanas (decía que en el Cielo se le había ordenado construir un catolicismo específicamente congolés) y combatía todas las formas de esclavitud, tanto la europea como la tradicional africana», señala David González en su análisis sobre el antonianismo en África y América con referencias al historiador António Custódio Gonçalves.
En su teología redefinió el origen y el papel de blancos y negros en el mundo y la religión utilizando la simbología africana insertada en el dogma cristiano. Cuestionó la predicación de los sacerdotes católicos en los que todos los santos a los que se referían eran blancos aunque reconocía la autoridad papal. Para ello generó una nueva narrativa de la tradición cristiana situando las figuras del cristianismo en el marco del linaje congolés. Kimpa Vita afirmaba que Cristo, María y san Francisco eran negros; que Jesucristo había nacido en San Salvador (Mbanza Kongo) que era el verdadero nombre de Belén y fue bautizado en Nsundi que era Nazaret; que María era hija de una esclava o sirvienta de la marquesa Mzimba Mpangi y que san Francisco había nacido en el clan del Marqués de Vunda.
Consideraba que san Antonio era el más importante por ser "el patrón de los humildes y desvalidos" y según la documentación legada por los capuchinos en uno de los himnos antonianos en la Salve Antoniana, una oración que adaptó de la Salve Regina se señalaba que san Antonio es el segundo Dios por encima de los Ángeles y de la Virgen María.
Fue hostil a los misioneros europeos a los que consideraba corruptos y que no simpatizaban con las necesidades espirituales de los católicos congoleños.

## Ejecución y consecuencias

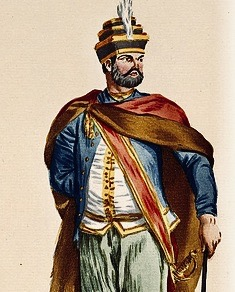
Pedro IV del Congo ordenó la detención y juicio de Kimpa Vita

Kimpa Vita fue capturada cerca de su ciudad natal. Estaba embarazada y se había trasladado a casa de sus padres. Dio a luz en mayo de 1706. Tener un hijo, socavó su reputación de santidad.  Fue trasladada a la capital temporal de Evululu en junio de 1706 por las fuerzas de Pedro IV quien inquieto por el avance de su predicación decidió finalmente actuar y detenerla. Según el historiador Thornton, fue juzgada por herejía y brujería por un tribunal civil, no eclesiástico, y según la ley del Congo que establecía castigos por brujería y herejía. No hay registro de lo que ocurrió en el juicio. Muchas de las cosas que sabemos de Kimpa Vita parten de las anotaciones a partir de los interrogatorios de los capuchinos Bernardo da Gallo y Lorenzo da Lucca sobre sus creencias, sin embargo según Thornton éstos no estuvieron en el juicio aunque estuvieron satisfechos por su resultado.
Kimpa Vita y su compañero y João Barro fueron sentenciados a muerte y quemados en la hoguera el 2 de julio de 1706. Según los capuchinos, su hijo se salvó por la intercesión ante el rey de su último confesor, el padre Lorenzo da Lucca. Bautizó al niño con el nombre de Jerónimo contrariamente a lo que deseaba su madre que quería llamarle Antonio. En la tradición oral, se cuenta sin embargo que el niño fue quemado con ella.
El movimiento profético antoniano sobrevivió a su muerte. Sus seguidores seguían creyendo que aún estaba viva y Pedro Contastinho de Silva se convirtió en su nuevo líder religioso. Sin embargo Pedro IV se puso a la cabeza del ejército con una cruz y atacó Mbanza Kongo el 15 de febrero de 1709 derrotando al nuevo líder antoniano que fue decapitado. La fuerza política del movimiento se rompió, y la mayoría de los nobles que le habían seguido renunciaron a sus creencias y se reincorporaron a la iglesia.

## Legado y reconocimiento histórico

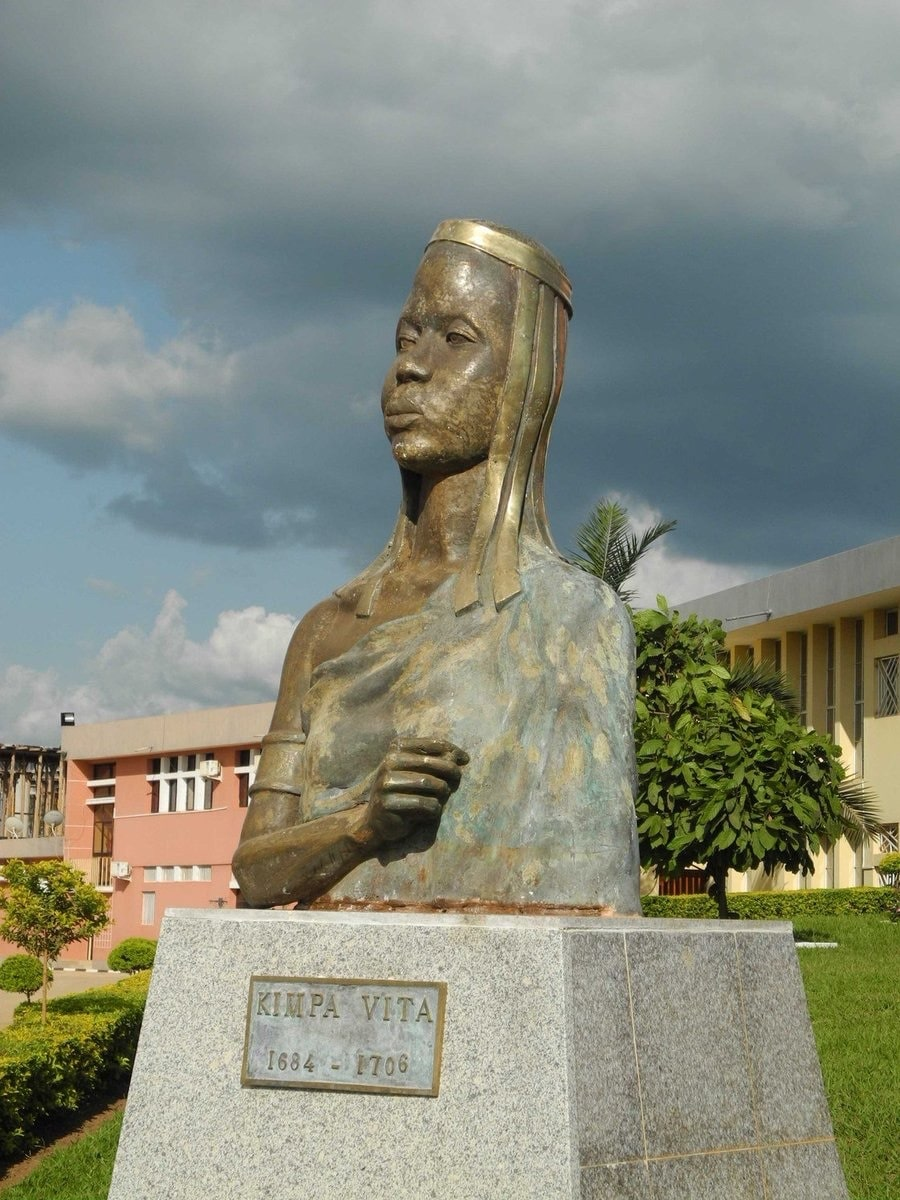
Estatua de Kimpa Vita en la Universidad Kimpa Vita de Uíje (Angola).

La figura de Kimpa Vita ha sido recuperada y referenciada como ejemplo de mujer africana luchadora, además de ser considerada como "la madre de la revolución africana"
En 1996 hubo una decisión oficial en Angola de erigirle una estatua.
Después de su muerte se han encontrado numerosos objetos de arte, especialmente crucifijos en los que se muestra a Jesús con rasgos físicos africanos.
Seguidores de la Iglesia kimbanguista, fundada en la década de 1920 por un profeta llamado Simon Kimbangu recogen algunos de los cánticos de los antonianos y reivindican la figura de Kimpa Vita como precursora. También la iglesia Bundu dia Kongo fundada por Mwanda Nsemi en la década de los 60.
Desde 2009 la Universidad de Uíge, en Angola, lleva el nombre de Universidad Kimpa Vita.

## Documental
En 2016 el director congoleño Ne Kunda Nlaba presentó el documental Kimpa Vita: The Mother of the African Revolution (1h 11m) recuperando su historia y denunciando la invasión de occidente de los reinos africanos interrumpiendo su historia por la esclavitud, el genocidio y la deportación de los africanos hacia nuevas tierras (francés).

## Teatro
Marc-Antoine Vumilia Muhindo; Kimpa Vita ou La fille d'Apolonia (2017). Editorial: Ed. de l'Oeil du prince ISBN: 2-35105-142-4.